# Viscosité d'une solution polymère
La dissolution d'un polymère dans un solvant (lorsqu'une telle dissolution est possible) augmente la viscosité de la solution. À partir de mesures de la viscosité de la solution pour différentes concentrations en polymère dissous, on peut calculer la masse molaire moyenne viscosimétrique. Elle est notée {\displaystyle {\bar {M_{v}}}}. Contrairement aux autres masses molaires moyennes, {\displaystyle {\bar {M_{v}}}} n'est pas une valeur absolue car elle dépend du solvant utilisé et de la température. 

## Détermination
La viscosité des solutions diluées de polymères (concentration généralement inférieure à 1 %) est réalisée avec un viscosimètre pour solutions comme les viscosimètres capillaires (viscosimètres d'Ostwald et d'Ubbelohde). On mesure d’abord la viscosité (ou le temps d'écoulement) du solvant pur. Le polymère est ensuite dissous dans ce solvant jusqu’à l'obtention de la concentration attendue. La viscosité de la solution diluée est alors mesurée.

## Typologie
Soit {\displaystyle \eta _{0}} la viscosité du solvant en l'absence de polymère dissous. Soit {\displaystyle \eta } la viscosité de la solution contenant une concentration {\displaystyle c} de polymère dissous.
- Viscosité relative : c'est un nombre sans dimension représentant le rapport de la viscosité de la solution sur la viscosité du solvant :

{\displaystyle \eta _{rel}={\frac {\eta }{\eta _{0}}}}.
- Viscosité spécifique : (également sans dimension)

{\displaystyle \eta _{sp}={\frac {(\eta -\eta _{0})}{\eta _{0}}}={\frac {\eta }{\eta _{0}}}-1=\eta _{rel}-1}.
- Viscosité réduite : il s'agit du rapport de la viscosité spécifique sur la concentration en polymère dissous. La viscosité réduite a donc la dimension de l'inverse d'une concentration[1].

{\displaystyle \eta _{red}={\frac {\eta _{sp}}{c}}}
- Viscosité intrinsèque : notée {\displaystyle [\eta ]}, il s'agit de la limite de la viscosité réduite lorsque la concentration en polymère dissous tend vers zéro. La viscosité intrinsèque a également la dimension de l'inverse d'une concentration.

{\displaystyle [\eta ]=\lim _{c\to 0}\left({\frac {\eta _{sp}}{c}}\right)}
- Viscosité inhérente : (dimension de l'inverse d'une concentration)

{\displaystyle \eta _{inh}=\left({\frac {1}{c}}\right)\times \ln(\eta _{rel})}.

## Relation entre viscosité et masse molaire
L'équation de Mark–Houwink ou de Mark-Houwink-Sakurada (MHS) permet de relier la viscosité intrinsèque {\displaystyle [\eta ]} à la masse molaire moyenne viscosimétrique {\displaystyle {\bar {M_{v}}}}. Cette équation s'écrit :
{\displaystyle [\eta ]=K\times M^{\alpha }}
Il s'agit d'une relation semi-empirique. Les coefficients {\displaystyle K} et {\displaystyle \alpha } varient avec le couple (solvant/polymère) considéré et la température de la solution. Il existe des tables donnant les valeurs de ces coefficients en fonction de ces paramètres.
La relation MHS peut être réécrite sous la forme suivante en prenant le logarithme de chacun de ces termes :
{\displaystyle ln\,([\eta ])=ln\,(K)+\alpha \times ln\,(M)}.
Cette relation linéaire permet de déterminer aisément les valeurs des coefficients {\displaystyle \alpha } et {\displaystyle K}.
Si l'on représente {\displaystyle ln\,([\eta ])} en fonction de {\displaystyle ln\,(M)}, on devrait obtenir une droite de pente {\displaystyle \alpha } et d'ordonnée à l'origine {\displaystyle ln(K)}.
Remarque : lorsque {\displaystyle \alpha =1}, on parle également de relation de Staudinger.

## Relation entre viscosité et concentration
Les relations suivantes caractérisent la relation viscosité-concentration pour des concentrations suffisamment faibles, et permettent notamment la détermination expérimentale de la viscosité intrinsèque {\displaystyle [\eta ]}.

### Équation de Huggins
L'équation de Huggins est une équation empirique utilisée pour relier la viscosité réduite d'une solution diluée de polymère à la concentration de ce polymère dans cette solution. Cette équation s'écrit :
{\displaystyle \eta _{red}=[\eta ]+k_{H}[\eta ]^{2}c}
avec {\displaystyle \eta _{red}} la viscosité réduite, c la concentration massique du polymère, {\displaystyle k_{H}} le coefficient de Huggins et {\displaystyle [\eta ]} la viscosité intrinsèque.
Le coefficient de Huggins utilisé dans cette équation est un indicateur de la force du solvant. Le coefficient varie généralement entre {\displaystyle 0.3} pour les solvants forts et {\displaystyle 0.5} pour les solvants pauvres.

### Équation de Kraemer
Une autre relation est donnée par l'équation de Kraemer, pour la viscosité inhérente, :
{\displaystyle \eta _{inh}=[\eta ]-k_{K}[\eta ]^{2}c}
avec  {\displaystyle \eta _{inh}} la viscosité inhérente, c la concentration massique du polymère, {\displaystyle k_{K}} le coefficient de Kraemer et {\displaystyle [\eta ]} la viscosité intrinsèque.
Note. On trouve aussi cette relation avec un signe négatif devant {\displaystyle k_{K}}, et avec la dénomination Fuoss-Mead.

### Approximation de Solomon-Ciuta
Les deux équations ci-dessus ne sont pas indépendantes ; à suffisamment faible concentration, les deux ajustements doivent donner : {\displaystyle k_{K}=k_{H}-{\tfrac {1}{2}}}.
En les combinant, on obtient l'équation de Solomon-Ciuta, qui permet la détermination directe de {\displaystyle [\eta ]} à concentrations modérées :
{\displaystyle [\eta ]\approx {\frac {1}{c}}{\sqrt {2(\eta _{sp}-\ln \eta _{rel})}}={\frac {1}{c}}{\sqrt {2(\eta _{rel}-1-\ln \eta _{rel})}}}.